# Enrique Jara Saguier
Enrique Augusto Jara Saguier (Asunción, 12 de julio de 1934) es un exjugador paraguayo de fútbol, tercero de los siete hermanos futbolistas de la familia Jara Saguier.
Destacado centrocampista de los años cincuenta, vistió la camisa de Cerro Porteño entre 1950 y 1964, obteniendo cuatro Ligas y una plaqueta Millington Drake. Fue elegido el mejor futbolista paraguayo de 1954, luego de ser trascendental para obtener el título con la entidad porteña.

## Biografía
Nacido el 12 de julio de 1934 en el barrio asunceno de Santísima Trinidad, es el quinto de trece hijos del matrimonio entre Críspulo Jara Román (1894-1953) y Lidia Concepción Saguier (1910-1983), y el tercero de la famosa dinastía "Jara Saguier" del fútbol paraguayo. Surgido de las inferiores del club Rubio Ñu, a finales de los años cuarenta se unió a las filas de Cerro Porteño, con el cual debutó como profesional en 1950 a los 16 años de edad, coincidiendo con su hermano Darío en el terreno de juego.
Ambos coincideron a su vez con su hermano Toribio en 1952, quien apenas tuvo oportunidades y poco después recaló en Rubio Ñu, donde continuó su carrera. Un año después, su hermano Ángel (el cuarto de la dinastía) llegó al primer equipo de Cerro Porteño y juntos conformaron el tridente que obtuvo el campeonato paraguayo en 1954, siendo Enrique «el cerebral volante derecho» de aquel equipo.

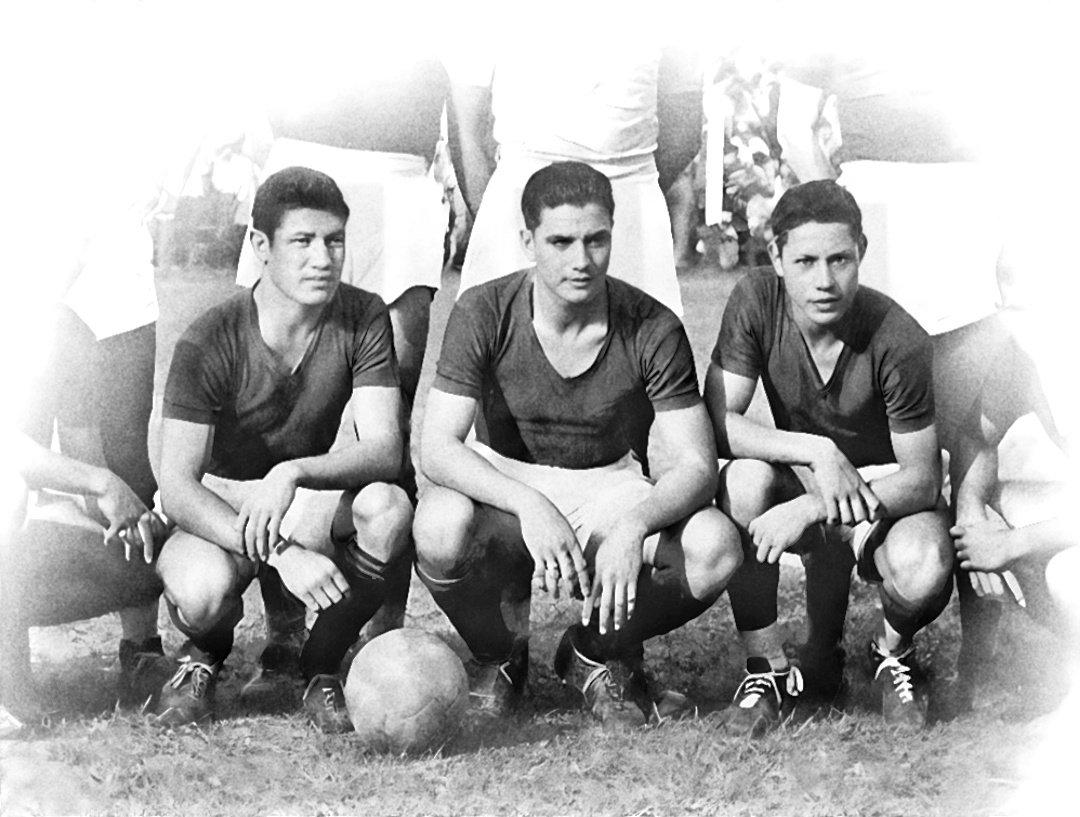
Retrato junto a sus hermanos Darío (centro) y Ángel (derecha) c. 1953.

Debutó con la selección paraguaya el 13 de noviembre de 1955 y fue partícipe de la clasificación a la Copa Mundial de Fútbol de 1958, destacando en el triunfo 5-0 ante Uruguay el 14 de julio de 1957. Sin embargo, un conflicto con la dirigencia de Cerro Porteño, después de una prolongada gira del club por el continente, hizo que, junto a su hermano Ángel, fueran suspendidos durante 18 meses, lo que imposibilitó que asistieran al mundial de Suecia. Sobre aquella gira, Enrique comento lo siguiente:
«Fue larguísima. Salimos el 30 de octubre de 1956 y volvimos el 17 de abril de 1957. Jugamos en Bolivia, Chile, Colombia, Panamá, Honduras, Guatemala, Costa Rica y no recuerdo cuántos países más. Fueron 42 partidos, con 27 victorias, 9 empates y 6 derrotas. Se fue alargando porque no había plata para volver y entonces seguían haciendo partidos para recaudar y poder comprar los pasajes».
El 29 de octubre de 1958 contrajo matrimonio con Leopoldina Heyn, profesora en el Ministerio de Educación y Ciencias. De su unión nacieron su hija Griselda, y los mellizos Adolfo y Luis.
De manera simultánea a su carrera deportiva, Enrique se tituló en Administración de Empresas y fue profesor de contabilidad. Luego de la salida de Darío en 1960, los dos hermanos restantes se consagraron nuevamente campeones en 1961, antes de la partida de Ángel a Francia para continuar con su carrera. Por su parte, Enrique mantuvo en la entidad porteña, donde obtuvo su quinto y último título con el equipo en 1963. Fichó en 1965 con Rubio Ñu, donde coincidió con su hermano Alberto.

Tras anunciar su retiro en 1966, recibió ofertas para seguir su carrera en España, Colombia y Brasil:
«Tenía una oferta firme del Sevilla y otras de Millonarios y del San Pablo de Brasil, pero yo ya estaba bien empleado en la empresa Philips y no quise dejar eso».
El 17 de septiembre de 2016 fue homenajeado como «Figura Destacada» de Santísima Trinidad, dentro del marco de festejos de sus 160 aniversario.

## Selección nacional
Disputó 21 partidos con Paraguay entre 1955 y 1961. El 7 de julio de 1957 anotó su único gol como internacional en el triunfo 3-0 ante Colombia durante las eliminatorias para el mundial de Suecia.

### Participaciones en Copa América
| Copa              | Sede      | Resultado    | Partidos | Goles |
| ----------------- | --------- | ------------ | -------- | ----- |
| Copa América 1956 | Uruguay   | Quinto lugar | 3        | 0     |
| Copa América 1959 | Argentina | Tercer lugar | 2        | 0     |

### Participaciones en Clasificatorias a Copas del Mundo
| Eliminatorias                  | País   | Resultado        | Partidos | Goles |
| ------------------------------ | ------ | ---------------- | -------- | ----- |
| Eliminatoria Sudamericana 1958 | Suecia | 3.er clasificado | 4        | 1     |

## Palmarés

### Campeonatos nacionales
| Título                    | Equipo           | País     | Año  |
| ------------------------- | ---------------- | -------- | ---- |
| Plaqueta Millington Drake | C. Cerro Porteño | Paraguay | 1950 |
| División de Honor         | C. Cerro Porteño | Paraguay | 1950 |
| División de Honor         | C. Cerro Porteño | Paraguay | 1954 |
| División de Honor         | C. Cerro Porteño | Paraguay | 1961 |
| División de Honor         | C. Cerro Porteño | Paraguay | 1963 |

### Distinciones individuales
| Distinción                     | Año  |
| ------------------------------ | ---- |
| Futbolista del Año en Paraguay | 1954 |